# Implicent
Implicent – taki maksterm lub iloczyn makstermów, że funkcja przyjmuje wartość 0, gdy jego wartość wynosi 0.

## Rząd implicentów
Rząd implicentów jest indukcyjnie zdefiniowany jak poniżej:
- Implicent rzędu 0 to maksterm;
- Implicent rzędu k powstaje z połączenia dwóch implicentów rzędu k-1

przy czym liczba makstermów wchodzących w skład implicentu rzędu k wynosi 2k.
Funkcja z tabelą prawdy:
| indeks | x2 x1 x0 | wartość funkcji | makstermy                                                            |
| ------ | -------- | --------------- | -------------------------------------------------------------------- |
| 0      | 0 0 0    | 1               |                                                                      |
| 1      | 0 0 1    | 0               | {\displaystyle x_{2}\vee x_{1}\vee {\bar {x}}_{0}}                   |
| 2      | 0 1 0    | 0               | {\displaystyle x_{2}\vee {\bar {x}}_{1}\vee x_{0}}                   |
| 3      | 0 1 1    | 1               |                                                                      |
| 4      | 1 0 0    | 0               | {\displaystyle {\bar {x}}_{2}\vee x_{1}\vee x_{0}}                   |
| 5      | 1 0 1    | 0               | {\displaystyle {\bar {x}}_{2}\vee x_{1}\vee {\bar {x}}_{0}}          |
| 6      | 1 1 0    | 1               |                                                                      |
| 7      | 1 1 1    | 0               | {\displaystyle {\bar {x}}_{2}\vee {\bar {x}}_{1}\vee {\bar {x}}_{0}} |

posiada:
- 5 implicentów rzędu 0 (makstermy): 
  - (1) = {\displaystyle x_{2}\vee x_{1}\vee {\bar {x}}_{0}}
  - (2) = {\displaystyle x_{2}\vee {\bar {x}}_{1}\vee x_{0}}
  - (4) = {\displaystyle {\bar {x}}_{2}\vee x_{1}\vee x_{0}}
  - (5) = {\displaystyle {\bar {x}}_{2}\vee x_{1}\vee {\bar {x}}_{0}}
  - (7) = {\displaystyle {\bar {x}}_{2}\vee {\bar {x}}_{1}\vee {\bar {x}}_{0}}
- 3 implicenty rzędu 1:
  - (1,5) = {\displaystyle x_{1}\vee {\bar {x}}_{0}}
  - (4,5) = {\displaystyle {\bar {x}}_{2}\vee x_{1}}
  - (5,7) = {\displaystyle {\bar {x}}_{2}\vee {\bar {x}}_{0}}